# USS Fanning (DD-385)
USS Fanning (DD-385) là một tàu khu trục lớp Mahan được Hải quân Hoa Kỳ chế tạo vào giữa những năm 1930. Nó là chiếc tàu chiến thứ hai của Hải quân Hoa Kỳ được đặt tên theo Nathaniel Fanning (1755-1805), một sĩ quan hải quân từng tham gia cuộc Chiến tranh Cách mạng Hoa Kỳ. Fanning đặt căn cứ tại Thái Bình Dương, hoạt động tuần tra và hộ tống trước và trong Chiến tranh Thế giới thứ hai, đã không có mặt tại Trân Châu Cảng vào lúc diễn ra cuộc tấn công vào ngày 7 tháng 12 năm 1941, nên đã không chịu hư hại hay thương vong, và đã hoạt động cho đến khi chiến tranh kết thúc. Fanning được cho ngừng hoạt động năm 1945 và bị bán để tháo dỡ vào năm 1947.

## Thiết kế và chế tạo
Fanning và tàu chị em Dunlap (DD-384) là hai chiếc cuối cùng của lớp Mahan, được chế tạo trên cùng thiết kế căn bản của lớp Mahan nhưng được cải biến đôi chút; một số tác giả xem chúng thuộc về lớp Dunlap. Nó được đặt lườn vào ngày 10 tháng 4 năm 1935 tại xưởng tàu của hãng United Shipyards, Inc. ở đảo Staten, New York. Nó được hạ thủy vào ngày 18 tháng 9 năm 1936, được đỡ đầu bởi cô Cora A. Marsh, cháu năm đời của Đại úy Hải quân Fanning; và được đưa ra hoạt động vào ngày 8 tháng 10 năm 1937 dưới quyền chỉ huy của Hạm trưởng, Thiếu tá Hải quân E. H. Geiselman.

## Lịch sử hoạt động

### Trước chiến tranh
Sau khi nhập biên chế, Fanning tiến hành chạy thử máy, sửa chữa sau thử máy và hiệu chỉnh cho đến ngày 22 tháng 4 năm 1938, khi nó tham gia cùng USS Philadelphia tại Annapolis, Maryland để hộ tống cho chiếc tàu tuần dương hạng nhẹ trong chuyến đi đưa Tổng thống Franklin D. Roosevelt đến vùng biển Caribe. Sau khi quay về New York vào ngày 11 tháng 5, nó được đại tu trước khi hộ tống cho chiếc trong chuyến viếng thăm của Thái tử Thụy Điển Gustaf VI Adolf; rồi lên đường đi sang vùng bờ Tây để gia nhập Lực lượng Chiến trận vào tháng 9. Đặt căn cứ tại San Diego, California, chiếc tàu khu trục tiến hành huấn luyện tác xạ phòng không, chống tàu ngầm và thực tập chiến thuật trong ba năm tiếp theo; từng một lần quay trở lại khu vực Đại Tây Dương, và nhiều lần đi đến vùng biển Hawaii.

### Thế Chiến II

#### 1941
Khi Hải quân Nhật bất ngờ tấn công Trân Châu Cảng vào ngày 7 tháng 12 năm 1941, Fanning đang ở ngoài khơi cùng Lực lượng Đặc nhiệm 8 trên đường quay trở về Trân Châu Cảng từ đảo Wake, sau khi tàu sân bay USS Enterprise vận chuyển một liên đội máy bay tiêm kích Thủy quân Lục chiến đến đảo này, trở thành đơn vị phòng thủ trên không duy nhất tại đây. Lực lượng đặc nhiệm đã truy tìm hạm đội tấn công, được tiếp nhiên liệu tại Trân Châu Cảng vào ngày 8 tháng 12, rồi lại lên đường vào ngày hôm sau để săn tìm tàu ngầm. Chúng bắt được nhiều tín hiệu, và máy bay của Enterprise đã đánh chìm tàu ngầm Nhật I-170 vào ngày 10 tháng 12 ở tọa độ 23°45′B 155°35′T / 23,75°B 155,583°T. Nó lên đường từ Trân Châu Cảng cùng Lực lượng Đặc nhiệm 8 vào ngày 19 tháng 12 để giải vây cho đảo Wake, nhưng đảo này thất thủ trước khi lực lượng tăng viện đến nơi. Thay vào đó, lực lượng tăng viện được cho chuyển đến Midway.

#### 1942
Vào giữa tháng 1 năm 1942, trên đường đi Tutuila, Fanning gặp một cơn giông nhiệt đới che khuất tầm nhìn, nên đã mắc tai nạn va chạm với tàu khu trục USS Gridley, gây hư hại nặng cho cả hai. Sau khi được sửa chữa khẩn cấp tại Pago Pago, nó quay về Trân Châu Cảng, nơi mũi tàu được phục hồi. Nó nằm trong thành phần Lực lượng Đặc nhiệm 16 vốn đã lên đường vào ngày 8 tháng 4 năm 1942 để gặp gỡ Lực lượng Đặc nhiệm 18. Lực lượng kết hợp này dưới quyền chỉ huy của Phó đô đốc William F. Halsey, Jr. để thực hiện cuộc Không kích Doolittle, cuộc ném bom trực tiếp xuống chính quốc Nhật Bản kể từ khi chiến tranh bắt đầu. Quay trở về Trân Châu Cảng an toàn vào ngày 25 tháng 4 sau khi hoàn thành nhiệm vụ, nó hộ tống một tàu kéo Lục quân đi đến đảo Canton, và quay trở về San Francisco, California để sửa chữa. Chiếc tàu khu trục thực hiện hai chuyến đi dọc theo vùng bờ Tây và hộ tống ba đoàn tàu vận tải đến Trân Châu Cảng trước ngày 12 tháng 11, khi nó gia nhập Lực lượng Đặc nhiệm 11 để làm nhiệm vụ tại khu vực quần đảo Solomon.

#### 1943

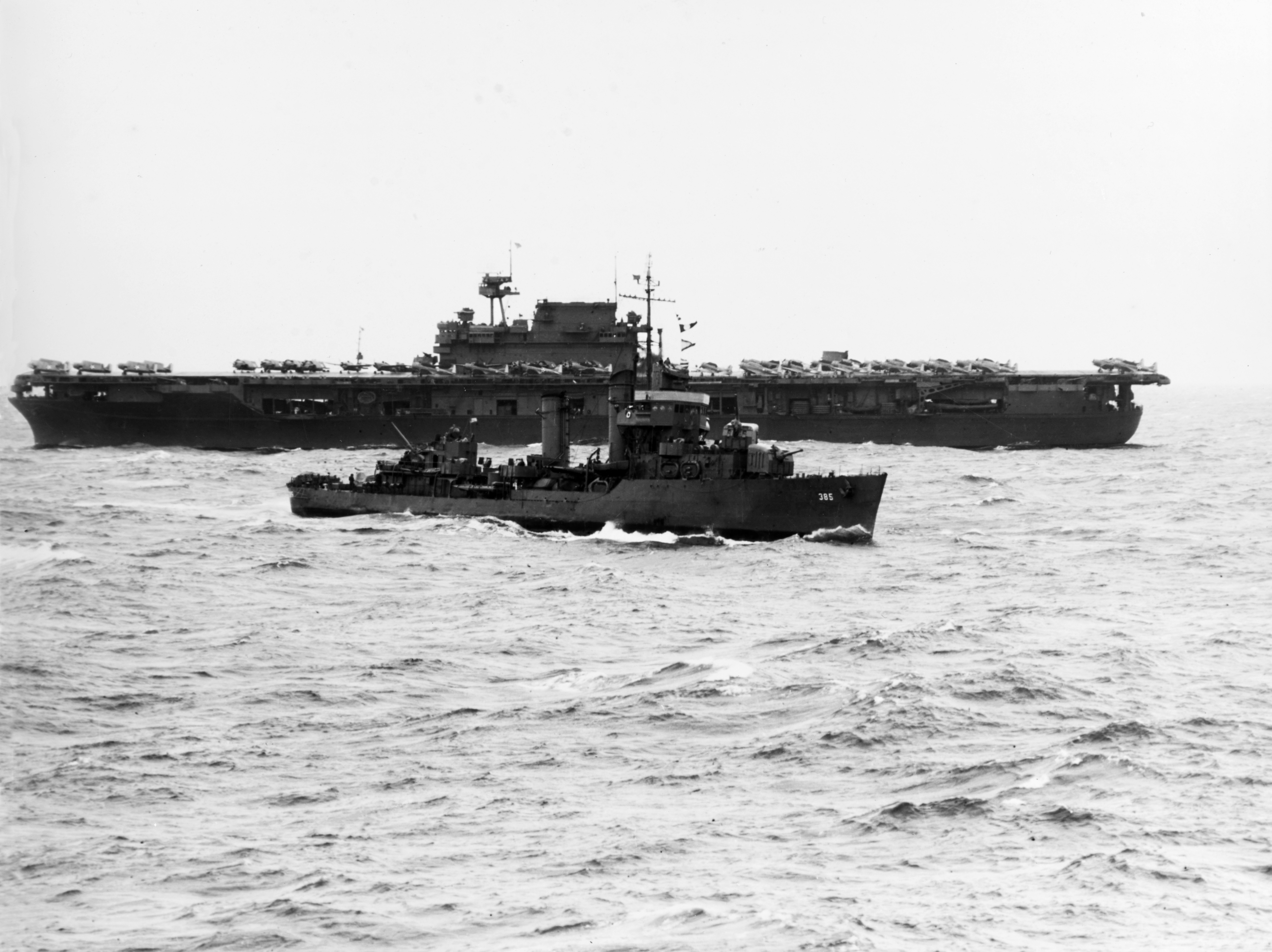
USS Fanning và tàu sân bay, tháng 5 năm 1942

Vào tháng 1 năm 1943, Fanning được bố trí cùng Lực lượng Đặc nhiệm 11 để đối phó lực lượng Nhật Bản tại Guadalcanal. Từ ngày 20 đến ngày 25 tháng 2, nó giúp đỡ cho Lực lượng Đặc nhiệm 64 hỗ trợ một lực lượng chiếm đóng tại quần đảo Russell, tham gia thực hành và tuần tra, và di chuyển cùng Đội Đặc nhiệm 36.3 để bảo vệ cho lực lượng chiếm đóng đảo Munda. Đến tháng 9, nó hộ tống một đoàn tàu vận chuyển đi từ Nouméa đến Guadalcanal. Cuối tháng đó, nó khởi hành cùng với USS Case, USS McCall và USS Craven để đi San Francisco cho một lượt đại tu. Đến cuối năm đó, nó tiến hành các hoạt động tuần tra, huấn luyện và tập trận ngoài khơi quần đảo Aleut.

#### 1944
Vào ngày 19 tháng 1 năm 1944, Fanning lên đường cùng với Đội đặc nhiệm 58.4 cho các hoạt động tại khu vực quần đảo Marshall, nơi máy bay của USS Saratoga tấn công Wotje, Taroa, Utirik và Rongelap trong một chiến dịch bắn phá liên tục Eniwetok kéo dài bốn ngày không ngừng nghỉ, chuẩn bị cho một cuộc tổng tấn công. Trong thời gian còn lại của tháng, Fanning cùng các đơn vị khác của nhóm hộ tống đi lại giữa Kwajalein và Eniwetok, thực hiện 25 đợt bắn phá trong vòng 19 ngày, và hỗ trợ cho cuộc đổ bộ lên Eniwetok.
Vào tháng 3 năm 1944, Fanning, Saratoga, USS Dunlap và USS Cummings được lệnh điều động sang phối hợp cùng Hạm đội Đông Anh Quốc, chủ yếu bao gồm các đơn vị Hải quân Hoàng gia Anh được tăng cường thêm các tàu chiến Australia, Hà Lan và Pháp. Các chiến dịch hoạt động phối hợp nhằm chuyển giao kinh nghiệm cho các đội bay thuộc Không lực Hải quân Hoàng gia, phân tán sự chú ý của Nhật Bản khỏi các hoạt động ở các nơi khác của Hoa Kỳ, và tiêu diệt khả năng cơ động của quân Nhật tại khu vực Đông Nam Á. HMS Illustrious và Saratoga đã tung ra các cuộc không kích xuống Sabang, Sumatra vào ngày 19 tháng 4 để phá hủy các nhà máy lọc dầu, các cơ sở dự trữ và vận chuyển. Sang ngày 17 tháng 5, lực lượng hùng mạnh này lại tấn công Soerabaja, Java, nơi các cơ sở cảng và lọc dầu là các mục tiêu chủ yếu.
Được cho tách khỏi Hạm đội Đông vào cuối tháng 5, Fanning lên đường đi San Francisco, ghé qua Fremantle và Sydney, Australia cùng Noumea trên đường đi. Vào ngày 17 tháng 7, nó lên đường đi cùng với tàu tuần dương hạng nặng Baltimore (CA-68), và vào ngày 21 tháng 7 đã hộ tống cho Tổng thống Roosevelt bên trên chiếc tàu tuần dương đi lên phía Bắc đến Adak và Kodiak, Alaska. Vào ngày 7 tháng 8, Tổng thống chuyển sang chiếc để lên đường đi Bremerton cùng với Fanning và Dulap. Chiếc tàu khu trục sau đó tham gia thực tập bắn phá bờ biển cùng các hoạt động khác cho đến ngày 17 tháng 9, khi nó lại lên đường đi ra tuyến đầu. Sau khi hộ tống chiếc SS Antigua đi đến Eniwetok, nó tuần tra cùng với Đội đặc nhiệm 57.7 ngoài khơi Tinian, và làm nhiệm vụ hộ tống cùng Đội đặc nhiệm 30.2 cho một đòn tấn công nghi binh phân tán xuống đảo Marcus vào ngày 9 tháng 10.

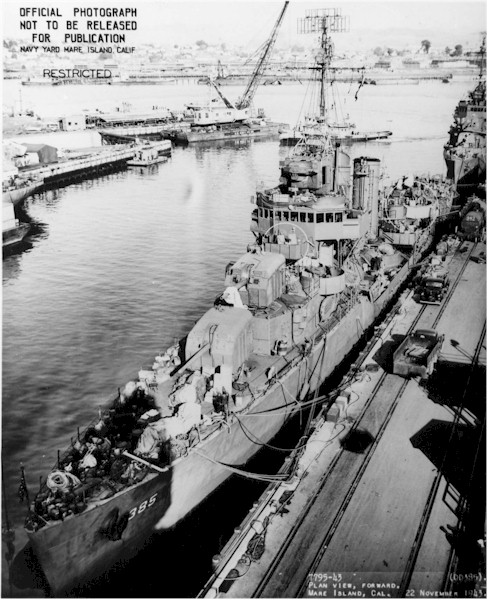
USS Fanning tại Xưởng hải quân Mare Island

Fanning khởi hành cùng với Đội đặc nhiệm 38.1 vào ngày 16 tháng 10 để bảo vệ cho một đội tàu sân bay vốn đã tung ra hai đợt không kích xuống Luzon trước khi di chuyển về phía Nam để hỗ trợ cho cuộc đổ bộ lên Leyte. Vào ngày 22 tháng 10, lực lượng đang trên đường quay trở về Ulithi để tiếp nhiên liệu và đạn dược khi nhận được tin tức về một lực lượng Nhật Bản đang tiến quân, khiến họ bị cấp tốc gọi quay trở lại. Chiếc tàu khu trục quay trở về quá trễ để có thể tham gia các hoạt động tại eo biển San Bernardino. Sau khi hoàn tất việc tiếp liệu tại Ulithi, nó đi đến Saipan để gia nhập trở lại Đội đặc nhiệm 30.2 cho một loạt các cuộc tấn công xuống Iwo Jima, lượt đầu tiên vào các ngày 11-12 tháng 11. Nó làm nhiệm vụ cột mốc radar cho đến ngày 4 tháng 12 trước khi quay trở lại hoạt động bắn phá vào ngày 8 tháng 12. Trong lượt tấn công thứ ba từ ngày 24 đến ngày 27 tháng 12, nó đã bắn cháy một tàu tuần tra đối phương.

### 1945
Trong cuộc tấn công vào ngày 5 tháng 1 năm 1945, Fanning bắt gặp một tàu nhỏ vốn tìm cách đâm vào nó, và đã phóng ngư lôi đánh chìm tàu đối phương. Nó gia nhập trở lại đội đặc nhiệm cho nhiệm vụ bắn phá Chichi Jima, nhưng được cho tách ra không lâu sau đó để hộ tống tàu khu trục David W. Taylor (DD-551) vốn bị hư hại bởi mìn quay trở lại Ulithi. Nó quay trở lại cùng đội đặc nhiệm ngoài khơi Iwo Jima vào ngày 24 tháng 1, và đã cùng Dunlap đánh chìm ba tàu hàng nhỏ. Nó tiếp nối nhiệm vụ trạm cột mốc radar và giải cứu các đội bay, cũng như hộ tống vận tải tại chỗ và huấn luyện cùng một đội tàu ngầm cho đến ngày 22 tháng 3. Cho đến khi chiến tranh kết thúc, nó làm nhiệm vụ tuần tra và hộ tống tại Eniwetok, Iwo Jima và Guam.
Fanning lên đường quay trở về Hoa Kỳ vào ngày 19 tháng 9 năm 1945, về đến Galveston, Texas vào ngày 23 tháng 10. Nó được cho xuất biên chế vào ngày 14 tháng 12 năm 1945 tại Norfolk, Virginia, và bị bán để tháo dỡ sau đó.

## Phần thưởng
Fanning được tặng thưởng bốn Ngôi sao Chiến trận do thành tích phục vụ trong Chiến tranh Thế giới thứ hai.